# Spoorlijn 231
Spoorlijn 231 is een industrielijn in de Belgische stad Genk. Het is een aftakking van spoorlijn 21C (Genk-Goederen - Y Rooierweg) naar het industriegebied van Genk-Zuid (Paniswijerstraat). De enkelsporige lijn is 2,1 km lang. De maximumsnelheid bedraagt 40 km/u.
Tussen 1882 en 1975 was dit lijnnummer toegekend aan een industrielijn tussen Doornik en de aansluiting Carbonelle in Kain. In 1977 werden de sporen opgebroken.

## Aansluitingen
In de volgende plaats is er een aansluiting op de volgende spoorlijn:
Y Termien
Spoorlijn 21C tussen Genk-Goederen en Y Rooierweg